# 2023 v letectví
Tento článek obsahuje seznam událostí souvisejících s letectvím, které proběhly roku 2023.

## Události

### Leden
- 1. ledna – Vzdušný prostor Filipín musel být dočasně uzavřen pro civilní dopravu po selhání dodávky elektřiny do centra řízení letového provozu na letišti Manila.[1]
- 2. ledna – US Navy objednalo dvojici letounů Kratos XQ-58 Valkyrie pro projekt Penetrating Affordable Autonomous Collaborative Killer.[2][3]
- 4. ledna – Víceúčelové stíhací letouny Lockheed Martin F-35 Lightning II verze Block 4 od výrobní řady Lot 17 dostanou dostanou nový radar AN/APG-85 místo současného AN/APG-81.[4][5][6]
- 4. ledna – Ruské ozbrojené složky obdržely první modernizované vrtulníky Kamov Ka-52M.[7][8]
- 5. ledna – Národní letecká garda USA vyřadila pozorovací letouny RC-26B[9][10]
- 7. ledna – Americká společnost Horizon Aircraft dokončila zkoušky zaměřené na udržení ve visu u eVTOL letounu Cavorite X5.[11]
- 9. ledna – Francouzská společnost Flying Whales podepsala s Ariane Group předběžnou dohodu o využití vzducholodě LCA60T pro přepravu dílů raket Ariane 6.[12][13]
- 9. ledna – Kanada potvrdila zakoupení 88 víceúčelových stealth letadel F-35A Lightning II. Za letouny a potřebné vybavení má zaplatit 19 miliard kanadských dolarů (317 miliard Kč).[14][15]
- 11. ledna – Po selhání počítačového systému Federal Aviation Administration pro distribuci upozornění NOTAM došlo k odložení či zrušení stovek letů po celých USA.[16]
- 12. ledna – NATO oznámilo, že přesune do Rumunska letouny včasné výstrahy AEW&C, které budou od 17. ledna operovat z letiště v Bukurešti s cílem zesílit přítomnost aliance v regionu a monitorovat ruskou vojenskou aktivitu.[17][18]
- 12. ledna – Letouny C-130 Hercules a Typhoon RAF použily pro let směs běžného leteckého paliva a paliva vyrobeného ze směsi odpadů. Cílem je snížit uhlíkovou stopu i závislost na fosilních palivech.[19]
- 13. ledna – Společnost Aero vyhrála zakázku na provedení generálních oprav a modernizaci bulharských L-39ZA.[20]
- 14. ledna – Během pokračujících ruských útoků na ukrajinskou infrastrukturu zasáhla střela s plochou dráhou letu typu Ch-22 vysokopodlažní obytnou budovu ve městě Dnipro. Zahynulo nejméně 40 civilních obyvatel, další desítky se pohřešují.[21]
- 18. ledna – NASA si vybrala společnost Boeing pro stavbu demonstrátoru letadla s „transonickým vyztuženým křídlem“ (Transonic Truss-Braced Wing).[22][23][24]
- 18. ledna – Britská společnost Qinetiq získala od Austrálie zakázku na vyvinutí laseru Dragonfire, který by měl ničit hypersonické střely.[25][26]
- 20. ledna – Společnost Sikorsky Aircraft Corporation vyrobila a dodala 5 000 vrtulníků UH-60.[27]
- 21. ledna – Izrael odeslal formální žádost o zakoupení 25 letounů F-15EX do USA.[28][29]
- 23. ledna – USA a Izrael spolu zahájily kombinované vojenské cvičení Juniper Oak 2023, které by mělo probíhat na území Izraele a v oblasti Středozemního moře. Do cvičení by se mělo zapojit 142 letounů.[30][31][32]
- 24. ledna – Novozélandské letectvo (RNZAF) vyřadilo ze své flotily poslední tři letouny P-3K2 Orion. Letouny P-3 používalo RNZAF od roku 1966. Ve službě je nahradí Boeing P-8A Poseidon.[33][34][35]
- 25. ledna – Společnost Northrop Grumman dokončila testování miniaturních naváděných bomb Hatchet o hmotnosti 6 liber (2,7 kg) a délce 12 inches (0,30 m).[36]
- 26. ledna – Společnost Boom Supersonic zahájila výstavbu továrny pro výrobu nadzvukového dopravního letounu Boom Overture. Továrna se staví v Greensboro v Severní Karolíně.[37][38][39]
- 26. ledna – Izrael odmítl žádost americké vlády na dodání systému protiletadlové obrany Hawk napadené Ukrajině.[40][41][42]
- 27. ledna – Část operátorů 533. praporu bezpilotních systémů AČR může nově využívat bezpilotní letouny Puma 3AE k výcviku i provádění operačních úkolů.[43]
- 29. ledna – Série výbuchů poškodila íránskou továrnu pro výrobu dronů u města Isfahán.[44][45][46][47]
- 30. ledna – Společný projekt USAF a DARPA Hypersonic Air-breathing Weapon Concept (HAWC) dokončil další úspěšný let. Střela od Lockheed Martin letěla rychlostí Mach 5 ve výšce 60 000 stop (18 000 m) na vzdálenost delší než 300 námořních mil (560 km). Jednalo se o poslední testovací let, který by měl poskytnout data pro AFRL.[48][49][50]

### Únor
- 1. února – Dron MQ-1C vypustil poprvé za letu dron Eaglet, který by měl sloužit pro operace v místech, které by pro pilotované a nepilotované letouny vyšší třídy byly nebezpečné.[51][52]
- 1. února – Prototyp vrtulníku Bell 360 Invictus, který je jedním z návrhů v programu FARA, byl rozebrán a přepraven do Fort Worth v Texasu ke kompletaci před prvním letem, který by měl proběhnout v tomto roce.[53]
- 1. února – 211. taktická letka, známá také jako Tygří letka má nového velitele, kterým je major Vladimír Málek.[54][55]
- 2. února – Skupina senátorů v USA se snaží zablokovat prodej letounů F-16 do Turecka. Cílem senátorů je vyvinout tlak na Turecko, které spolu s Maďarskem, blokuje ratifikaci členství Švédska a Finska v NATO.[56][57][58][59]
- 2. února – Čínská centrální televize (CCTV) uvedla, že Letectvo Čínské lidové osvobozenecké armády (PLAAF) vyřadí v roce 2023 letouny Chengdu J-7, což je licenční verze letounu MiG-21. CCTV dále uvedla možnost přeměny letounů J-7 na drony.[60]
- 4. února – Spojené státy americké sestřelily čínský balon nad Atlantským oceánem. Balon létal několik dní nad územím USA a byl považován za špionážní. USA chce trosky balonu vyzvednout. Čína tvrdí, že se jednalo o meteorologický balon.[61][62][63][64][65] Pro letoun F-22 Raptor se má jednat o první sestřel.[66] USA k pozorování špionážního balonu použily vysokolétající letouny U-2S.[67][68]
- 6. února – Royal Australian Air Force (RAAF) nechá modernizovat letouny pro elektronický boj EA-18G Growler.[69][70]
- 6. února – Na indické letadlové lodi INS Vikrant poprvé přistál letoun MiG-29K a také indický demonstrátor palubního stíhacího letounu HAL Tejas.[71][72]
- 6. února – Letouny B-1B Lancer se vrátily do oblasti Indického a Tichého oceánu k provádění mise Bomber Task Force ze základny na Guamu. Mezi cíle mise patří provádění cvičení se spojenci a posílení vojenské přítomnosti v dynamickém regionu.[73]

- 7. února – Podle ruské tiskové agentury TASS by mělo Rusko vyprodukovat 20 letounů Tupolev Tu-214 ročně pro domácí aerolinie, které jsou zatíženy mezinárodními sankcemi.[74]
- 7. února – Rusko mělo nabídnout Indii vyvíjené letouny Su-75 Checkmate.[75][76]
- 9. února – Spojené státy uskutečnili test mezikontinentální balistické rakety (ICBM) Minuteman III.[77]
- 10. února – Letoun F-22 Raptor sestřelil nad Aljaškou neznámý létající objekt pomocí řízené střely AIM-9 Sidewinder.[78] Neznámý letoun letěl ve výšce 12 190 m.[79]
- 10. února – Irácké letectvo chce nahradit vrtulníky Mil Mi-17 vrtulníky Bell 412EPX a Bell 412M. Důvodem je nedostatek náhradních dílů v důsledku války na Ukrajině.[80]
- 10. února – USAF dočasně uzemnilo letouny flotilu letounů KC-135, RC-135 a WC-135, kvůli vadným čepům v ocasní části letounu. Kontrola a případná výměna vadných čepů by měla proběhnout do 15 dnů.[81][82]
- 11. února – Nová generace řízených střel BrahMos-NG, která navazuje na rakety BrahMos má být integrována jako zbraňový systém do letounů MiG-29K, které používá Indie. V budoucnu mají být také nabídnuty ruským ozbrojeným silám.[83]
- 11. února – Kanadský vzdušný prostor narušil neznámý létající objekt ve tvaru cylindru. Objekt byl sestřelen americkým stíhacím letounem F-22.[84][85][86]
- 14. února – Čeští piloti dokončili výcvik pro vrtulníky UH-1Y Venom a AH-1Z Viper.[87][88][89]

- 16. února – Prezident Biden vyloučil čínský původ tří neznámých objektů, které byly sestřeleny nad americkým kontinentem po incidentu s čínským balonem.[90]
- 17. února – Slovenská společnost AeroMobil, která chtěla vyrábět auta se schopností letu, nenašla dostatek investorů a ukončila svou činnost.[91][92][93]
- 17. února – Námořnictvo Spojených států amerických zkoumá možnost odpalovat řízené střely AGM-88G AARGM-ER ze země.[94][95]
- 20. února – Společnost Rheinmetall podepsala předběžnou smlouvu na výrobu střední části trupu pro letouny F-35.[96][97]
- 21. února – Lockheed Martin doručil Indonéskému letectvu první letoun C-130J-30 Super Hercules.[98][99]
- 23. února – Lotyšsko převzalo první dva vrtulníky UH-60M Black Hawk. Celkem Lotyšsko objednalo 4 vrtulníky v hodnotě 175 milionů USD.[100]
- 23. února – Boeing oznámil ukončení výroby F/A-18E/F, které plánuje na rok 2025.[101][102][103][104]
- 26. února – Berijev A-50 Mainstay ruských vzdušných sil měl být poškozen na běloruské letecké základně Mačuliščy. K útoku se přihlásili běloruští partyzáni ze skupiny Hajun. Později se objevil záznam přistání dronu na anténě letounu z doby před útokem.[105][106][107][108]
- 26. února – RAF a Luftwaffe se chystají na mezinárodní misi Baltic Air Policing v Estonsku. Jedná se o první misi Baltic Air Policiing, které se budou současně účastnit dva národy.[109][110]
- 28. února – Na letecké přehlídce Avalon Airshow v Austrálii měla veřejnost možnost se poprvé zblízka seznámit s Boeingem MQ-28 Ghost Bat, který je vyvíjen ve spolupráci australské pobočky Boeing Defense, Space & Security s RAAF. Letoun by měl v budoucnu plnit úlohu wingmana podobně jako letoun Kratos XQ-58 Valkyrie.[111]
- 28. února – Ministerstvo zahraničí USA schválilo prodej pokročilých protiradarových střel AGM-88G AARGM-ER do Austrálie.[112]
- 28. února – Boeing získal kontrakt od amerického letectva na výrobu 26 letounů Boeing E-7A Wedgetail.[113][114][115][116]

### Březen
- 1. března – Rolls-Royce testuje motory F130 (BR725), které mají nahradit motory TF33 na letounech B-52. Rolls-Royce získal kontrakt v hodnotě 2,6 miliardy USD na přebudování B-52 v září 2021. Má vyrobit až 650 motorů F130 pro pohon 75 bombardérů B-52.[117]
- 1. března – USA odsouhlasily předpokládaný prodej zbraní v hodnotě 619 miliónů USD na Tchaj-wan. Obchod by měl zahrnovat 100 protiradarových raket AGM-88B HARM, k tomu 23 cvičných raket HARM, dále také 200 AIM-120C-8 a 26 odpalovacích zařízení LAU-129. Výzbroj má být určena pro letouny F-16, které Tchaj-wan modernizuje na verzi F-16V, navíc čeká na dodání 66 dalších letounů v této verzi.[118][119]
- 2. března – Austrálie reaktivuje 9. peruť RAAF, která by měla operovat s třemi letouny Northrop Grumman MQ-4C Triton.[120]
- 3. března – Armáda České republiky představila vrtulník Mi-171Š v kamufláži, která reflektuje 55 let služby.[121]
- 6. března – Typhoony RAF se připojily k německým letounům na misi Baltic Air Policing.[122]
- 7. března – USA zveřejnily dvě nové fotografie letounu B-21 Raider, které například více odhalují vstupy vzduchu do motoru.[123][124]
- 7. března – Tajemník USAF Frank Kendall uvedl, že by letectvo chtělo 200 letounů 6. generace NGAD a 1 000 dronů Collaborative Combat Aircraft, které by plnily roli wingmana.[125][126]
- 8. března – Společnost Leonardo Helicopters má nového partnera Weststar Aviation z Malajsie pro program letounu s překlopnými rotory AW609.[127]
- 8. března – USA schválily možný prodej letounů E-2D Advanced Hawkeye do Japonska.[128]
- 9. března – USA by v příštích 5 až 6 letech mělo ze své výzbroje vyřadit letouny Fairchild A-10 Thunderbolt II. Na rok 2023 je plánováno vyřazení 21 letounů z 281. Ty by měly být nahrazeny letouny F-16. Důvodem k vyřazení jsou obavy, že by letoun nebyl schopen vydržet na bojišti proti nepříteli s vyspělou protiletadlovou obranou jako má například Čína.[129][130]
- 9. března – Společnost Airbus Corporate Helicopters dodala první vrtulník ACH160 Exclusive.[131]
- 10. března – Bahrajnské královské letectvo oslavilo v Greenville první z 16 letounů F-16 Block 70 určených pro Bahrajn. Ten zahájí testy na Edwardsově letecké základně. Do Bahrajnu budou letouny přemístěny v roce 2024.[132]
- 11. března – Írán potvrdil uzavření dohody s Ruskem o nákupu stíhacích letounů Su-35.[133]
- 13. března – Ministerstvo obrany USA zveřejnilo rozpočet pro USAF, který počítá s vyřazením přibližně 54 % svých letounů F-15E Strike Eagle. Do roku 2028 by měl počet těchto letounů klesnout z 218 na 99, celkem tedy o 119 letounů. Mělo by se jednat o letouny se slabšími motory Pratt & Whitney F100-PW-220E. Dále má být vyřazeno 13 letounů B-1B, 149 F-15C/D, 125 F-16C/D a 64 KC-135R/T.[134][135]
- 13. března – Selhal test americké hypersonické střely AGM-183A ARRW.[136][137]
- 14. března – V mezinárodním vzdušném prostoru nad Černým mořem došlo ke srážce bezpilotního bojového letounu General Atomics MQ-9 Reaper se stíhacím letounem Suchoj Su-27. V důsledku kolize letoun MQ-9 havaroval. Podle tvrzení americké strany prováděly dva ruské letouny kroky, které měly letoun poškodit. Údajně na něj měly vypouštět palivo či před něj nalétat. Ruské ministerstvo obrany obvinění popřelo.[138][139][140]
- 14. března – Saudi Arabian Airlines (Saudia) uzavřela se společností Boeing dohodu o nákupu až 49 letounů 787 Dreamliner. 39 je připravena zakoupit s možnou opcí na dalších 10 kusů. Dohoda zahrnuje letouny ve verzích 787-9 a 787-10.[141]
- 14. března – Norsko si vybralo vrtulníky Sikorsky MH-60R Seahawk jako náhradu za vrtulníky NH90. Dohodu musí potvrdit norský parlament.[142]
- 16. března – Vrtulník Leonardo AW09 uskutečnil svůj první vzlet s turbohřídelovým motorem Safran Arriel 2K, ten nahradil původní pohonnou jednotku Honeywell HTS900.[143]
- 20. března – Boeing získal kontrakt na výrobu 184 bitevních vrtulníků AH-64E Apache pro US Army a pro ozbrojené složky Austrálie a Egyptu.[144]
- 23. března – Na Ukrajinu byly přelétnuty první 4 ze 13 letounů MiG-29, které věnovalo Slovensko Ukrajině. Američané nabízejí Slovensku za tuto pomoc Ukrajině vrtulníky AH-1Z Viper s výraznou slevou. Podle slovenského ministra obrany Nadě se jedná také o kompenzaci za zpožděnou dodávku letounů F-16.[145][146][147]
- 25. března – Zemřel poslední žijící český stíhací pilot Royal Air Force z období druhé světové války, armádní generál v. v. Emil Boček.[148]
- 28. března – Agentura NATO pro podporu a nákup (NSPA) objednala letouny Airbus A330 ve verzi Multi-Role Tanker Transport (MRTT) pro mezinárodní flotilu MRTT, která zajišťuje tankování paliva za letu a zdravotnické evakuační kapacity 6 zemím: Belgii, České republice, Německu, Lucembursku, Nizozemsku a Norsku. Flotila letounů by se tak měla rozšířit ze současných 7 letadel na 10 letadel.[149]
- 31. března – Společnost Boeing získala kontrakt v hodnotě 184 milionů USD na modernizaci letounů KC-46A.[150][151][152]

### Duben
- 3. dubna – Polsko oznámilo předání letounů MiG-29 napadené Ukrajině.[153]
- 4. dubna – Letouny Embraer C-390 Millennium dosáhly u brazilského letectva plné operační způsobilosti.[154][155]
- 6. dubna – Společnosti Sikorsky a Boeing neuspěly se stížností na výběr konvertoplánu Bell V-280 Valor v rámci programu Future Long-Range Assault Aircraft (FLRAA). Bell tak získal kontrakt v hodnotě 1,3 miliardy USD, s počátečním závazkem v hodnotě 232 milionů USD v příštích 19 měsících, během nichž mají vzniknout virtuální prototypy pro další vývojovou fázi.[156][157]
- 11. dubna – Rumunská Nejvyšší rada národní obrany (CSAT) schválila pořízení nespecifikovaného počtu letounů F-35. Do výzbroje by měly být zařazovány od roku 2030.[158][159]
- 11. dubna – Turecko uvedlo do služby výsadkovou útočnou loď TCG Anadolu. Letka letounů, která má operovat z její paluby se skládá převážně z bezpilotních letadel.[160]
- 11. dubna – Brazilské letectvo vyjádřilo zájem o zvýšení objednávky stíhacích letounů Saab JAS-39 Gripen E ze 36 na 40 letounů.[161]
- 12. dubna – Ruská letecká společnost S7 získala kontrolní podíl ve společnosti Berdsk Electromechanical Factory, která se specializuje na výrobu dílů a komponent pro letecký a obranný průmysl.[162]
- 21. dubna – Rusové omylem bombardovali vlastní město Bělgorod. Na město dopadly pumy vypuštěné z letounu Su-34.[163]
- 21. dubna – 3D Radar MADR od Elta System Ltd prošel úspěšně vojskovými zkouškami u Armády ČR. ČR si objednala osm souprav ELM-2084 MMR za cenu 3,5 mld. Kč s DPH. Budou střežit vzdušný prostor v malých a středních výškách do výšky 3 000 m. K jejich nasazení by mělo dojít do konce roku 2023.[164][165]
- 25. dubna – Tým AGM-88G Advanced Anti-Radiation Guided Missile Extended Range (AARGM-ER), vedený společností Northrop Grumman Corporation spolu s US Navy obdržel ocenění Williama J. Perryho, které uděluje National Defence Industrial Association.[166][167]
- 25. dubna – Letouny Fairchild A-10 Thunderbolt II dostaly aktualizaci systému, která jim umožňuje nést až 16 bomb GBU-39 s malým průměrem, proti samostatným cílům.[168]
- 26. dubna – Na Univerzitě obrany v Brně se konala 23. mezinárodní konference protivzdušné obrany.[169][170]

### Květen
- 1. května – Turecko pojmenovalo vyvíjený stíhací letoun 5. generace TAI TF-X jménem Kaan.[171][172]
- 3. května – Moskevský Kreml byl zasažen dvěma drony. Ruští představitelé obviňují z útoku Ukrajinu, ta se však oficiálně k útokům nehlásí.[173]
- 4. května – Dle ukrajinských tvrzení se podařilo ukrajinské protivzdušné obraně sestřelit poprvé ruskou hypersonickou střelu Ch-47M2 Kinžal pomocí systému MIM-104 Patriot.[174][175]
- 5. května – První transportní letoun CASA C-295 určený pro letectvo Indie uskutečnil svůj první let. Indické letectvo se má stát největším provozovatelem tohoto typu.[176][177]
- 9. května – Společnost Ryanair si objednala 150 letadel Boeing 737 MAX 10 s opcí na dalších 150 kusů.[178][179]
- 10. května – Společnost Aero Vodochody zahájila sériovou výrobu 4 letounů L-39NG pro LOM Praha.[180][181]
- 11. května – Řecko obdrželo první 2 z 10 letounů Leonardo M-346 Master.[182]
- 12. května – Společnosti L3Harris a Air Tractor zahájily malosériovou výrobu AT-802U Sky Warden pro US Special Operations Command (SOCOM). Letouny budou sloužit k poskytnutí blízké letecké podpory v nízkých nadzemních výškách.[183]
- 15. května – Čeští letečtí návodčí se zúčastnili mezinárodního cvičení Hbitý Rys 23 v Litvě.[184]
- 15. května – přidělila projektu CRANE označení X-65. Ten vyrobí dceřiná společnost firmy Boeing Aurora Flight Sciences. Zároveň také začíná 2. fáze tohoto projektu, která bude zahrnovat vývoj letového softwaru, ovládacích prvků a kritické přezkoumání návrhu demonstrátoru. Firma má rovněž opci na 3. fázi, která bude zahrnovat stavbu demonstrátoru.[185][186]
- 22. května – Americké bombardéry Northrop B-2 Spirit se vrací na oblohu po jejich uzemnění v prosinci 2022.[187]
- 26. května – Americké oddělení Accelerator Artificial Intelligence (AIA) spadající pod Air Force-Massachusetts Institute of Technology úspěšně demonstrovalo navigaci MagNav na palubě letounu C-17 v reálném čase. MagNav představuje navigaci, která k určování polohy využívá mapu magnetických anomálií a vytrénovanou neuronovou síť.[188][189]
- 28. května – Letoun C919 od společnosti Commercial Aviation Corporation of China (Comac) zahájil komerční provoz u aerolinií China Eastern.[190][191][192]

### Červen
- 24. května až 9. června 5 letounů JAS-39C Gripen a 40 členů leteckého a pozemního personálu českého letectva se účastní cvičení ARCTIC CHALLENGE EXERCISE (ACE) 2023.[193][194]
- 1. června – K Boeingu zamířil první bombardér B-52 Stratofortress na modernizaci jeho radaru v rámci programu RMP. Modernizace letounům má přinést zvýšení přesnosti zaměřování a sledování, lepší mapování s vyšší přesností. Modernizace vylepší schopnosti letounu provádět blízkou leteckou podporu i strategické útoky.[195][196]
- 5. června – Nizozemsko vybralo Airbus Helicopters H225M Caracal jako náhradu za vrtulníky AS532 Cougar. Ty by měly zůstat v provozu do roku 2030.[197][198][199]
- 6. června – Ve Vojenském újezdu Boletice se uskutečnily poslední střelby vrtulníků Mil Mi-24 náměšťské 221. vrtulníkové letky.[200][201][202]
- 9. června – Ázerbájdžán se dohodl se společností Leonardo na výrobě transportních letounů Alenia C-27J Spartan pro Ázerbájdžánské letectvo.[203][204]
- 12. června až 23. června 25 členských států NATO se účastní vojenského cvičení Air Defender 2023, které se odehrává převážně v německém vzdušném prostoru. Cvičení se zaměřuje na situaci, kdy dojde k aktivaci 5. článku severoatlantické smlouvy. Do cvičení se zapojí všechny útvary Vzdušných sil AČR.[205][206][207]
- 12. června – Boeing upraví ve spolupráci s NASA letoun MD-90 na demonstrátor X-66A, který prověří koncept dlouhého tenkého křídla s diagonálními vzpěrami. (Transonic Truss-Braced Wing) Tento typ křídla by mohl přispět k ekologičtější formě letecké přepravy.[208][209]
- 20. června – První sériový letoun Boeing T-7A Red Hawk určený pro výcvik zvládl projít pozemními taxi testy.[210]
- 22. června – Bílý dům potvrdil, že ozbrojené složky Indie budou provozovat 31 letounů MQ-9B SeaGuardian.[211][212]
- 24. června – Během potlačování vzpoury žoldnéřské Wagnerovy skupiny ztratily Vzdušně-kosmické síly Ruské federace jeden velitelsko-štábní letoun Iljušin Il-22M, po jednom bitevním vrtulníku typů Kamov Ka-52 a Mil Mi-35M, jeden transportní Mil Mi-8 a dva vrtulníky pro elektronický boj Mi-8MPTR-1. Další Mi-8MPTR-1 utrpěl poškození. Na jejich palubách, dle různých odhadů, zahynulo 13–20 letců.[213][214]
- 27. června – V oblasti Sumy na Ukrajině byl pozorován ruský bezpilotní letoun Suchoj S-70 Ochotnik s vlastností stealth, který dosud nebyl nasazen v boji.[215]
- 30. června – Organizátoři moskevského mezinárodního aerosalonu MAKS, plánovaného v roce 2023 na dny 25.–30. července, potvrdili odložení jeho konání na rok 2024, vzhledem k nedostatečnému zájmu zahraničních účastníků.[216]

### Červenec
- 1. července – V pořadí šestý a zároveň poslední letoun Airbus Beluga XL absolvoval svůj roll out.[217]
- 2. července – Izrael potvrdil nákup dalších 25 letounů F-35 za 3 miliardy USD.[218][219]
- 2. července – Na Ukrajině se podařilo nalézt zbytky z 8 stíhacích letounů Hawker Hurricane, které SSSR obdržel v rámci smlouvy o půjčce a pronájmu. Letouny byly zničeny a pohřbeny, aby se mohl SSSR vyhnout platbě.[220][221]
- 7. července – Ruské letouny ohrožovaly blízkými průlety americké bezpilotní letouny MQ-9 Reaper nad Sýrií, kde operovaly proti ISIS. Při incidentu z předchozího dne použili piloti ruských letounů také světlice odpálené v blízkosti amerických letounů.[222][223][224]
- 10. července – Airbus slavnostně otevřel novou výrobní linku pro letouny z rodiny A320 v Toulouse.[225][226]
- 15. července – Od 15. července do 15. září tohoto roku má letecká hasičská služba ČR pronajaté služby slovenské společnosti Heli Company, která poskytne na tuto dobu 2 vrtulníky UH-60 Black Hawk.[227]
- 17. července – USA oznámily, že vyšlou do oblasti Hormuzského průlivu a Ománského zálivu víceúčelové letouny F-35 s cílem zvýšit bezpečnost lodní dopravy po íránských pokusech o zmocnění se tamních komerčních lodí.[228][229]
- 19. července – Na Letišti Václava Havla přistál Airbus 350-900 společnosti China Airlines jako první spoj zahajující provoz přímé linky Praha–Tchaj-pej. Česko se stalo pátou zemí EU, a první v bývalém východním bloku, s přímým leteckým spojením s Tchaj-wanem.[230][231]
- 24. července – Bezpečnostní požadavky EASA mohou vést ke snížení doletu letadel Airbus A321XLR. EASA požaduje pro zvýšení bezpečnosti dodatečnou protipožární úpravu palivové nádrže RCT, která se nachází v zadní části pod podlahou kabiny.[232]
- 24. července – Austrálie se rozhodla k zakoupení 20 letounů Lockheed Martin C-130J Super Hercules za 6,6 miliardy USD.[233][234]
- 25. července – Polsko se dohodlo se společností Saab na dodání dvou letounů včasné výstrahy Saab 340 AEW-300 za 600 milionů švédských korun (přibližně 57 milionů USD).[235][236]
- 26. července – Na základnu Náměšť nad Oslavou byly dopraveny první dva bitevní vrtulníky Bell AH-1Z Viper pro Vzdušné síly Armády ČR.[237]
- 27. července – Letoun Northrop Grumman B-21 Raider pokračuje v pozemních testech. Má za sebou první nastartování.[238]
- 27. července – Společnost Northrop Grumman se nebude dál účastnit soutěže na stíhací letoun 6. generace NGAD.[239][240]

### Srpen
- 1. srpna – Bahrajn obdržel první jednomístný letoun F-16 Block 70. První dvoumístný letoun obdržel již v únoru 2023.[241]
- 1. srpna – Polští piloti zahajují výcvik pro vrtulníky AH-64.[242]
- ;2. srpna – Letiště u Českých Budějovic zahájilo mezinárodní provoz. Z letiště odlétl první spoj cestovní společnosti Čedok do turecké Antalye.[243][244]
- 4. srpna – USAF ve spolupráci se společností Lockheed Martin začal s druhou fází aktualizace softwaru letounů F-22 v programu Raptor Agile Capability Release (RACR).[245][246]
- 6. srpna – Ukrajina použila v boji francouzské řízené střely SCALP EG (francouzská varianta Storm Shadow), které vypustila z letounu Su-24. Zasáhla s nimi dva silniční mosty, které vedou na Krym.[247][248]

### Prosinec
- 12. prosince – Americké letectvo vyzkoušelo doplňování paliva z letounu C-5M Galaxy do KC-10 Extender. Použilo přitom techniku zpětného toku, kdy bylo palivo čerpáno přes tankovací ráhno, kterým normálně proudí palivo z letounu KC-10. C-5M doplnil do letounu KC-10 přibližně 10 660 kg paliva za 30 minut letu.[249]
- 21. prosince – Slovinsko převzalo svůj první transportní letoun Leonardo C-27J Spartan.[250][251]
- 22. prosince – Ukrajina nasadila ve válce drony UJ-25 Skyline s proudovým motorem.[252]
- 26. prosince – Velitel ukrajinského letectva generálporučík Mykola Oleščuk oznámil provedení útoku řízenými střelami vedoucího ke zničení ruské výsadkové tankové lodi projektu 775 Novočerkassk v krymském přístavu Feodosija.[253] Představitelé ruské strany útok potvrdili, ale podle jejich tvrzení byla loď pouze poškozena a obráncům se podařilo sestřelit dva ukrajinské bombardéry Suchoj Su-24.[254]

## První lety

### Únor
- 14. února – ALIA-250[255]
- 20. února – dvoumístná varianta KAI KF-21 Boramae[256][257]

### Září
- 19. září – Milkor 380, bezpilotní letoun[258][259][260]

### Říjen
- 27. října – Baykar Bayraktar TB3[261]

### Listopad
- 10. listopadu – Northrop Grumman B-21 Raider[262]
- 12. listopadu – Elroy Air Chaparral C1[263]
- 30. listopadu – NH90 Sea Tiger – protiponorkový vrtulník[264]

## Letecké nehody
- 1. ledna – na letišti v Hodkovicích nad Mohelkou havaroval ultralehký letoun. Pilot při nehodě zahynul.[265][266]
- 7. ledna – Na Uherskohradišťsku se zřítil vírník, jeho dvoučlenná posádka utrpěla lehčí zranění.[267]
- 15. ledna – Poblíž města Pókhara v Nepálu při přiblížení na přistání na runway 12 mezinárodního letiště Pókhara havaroval letoun ATR 72-500 registrace 9N-ANC společnosti Yeti Airlines na vnitrostátním letu z Káthmándú NYT691. Zahynulo všech 72 osob na palubě. Podle vyšetřovatelů jeden z pilotů neúmyslně zatáhnul za páku praporování vrtulí na místo páku ovládání klapek, a nastavil je do praporové pozice při které nemohly dávat dopředný tah. Letadlo ztratilo rychlost a vztlak a následně se zřítilo.[268][269]

- 18. ledna – Na mateřskou školku ve městě Brovary v Kyjevské oblasti spadl vrtulník Airbus Helicopters H225 státní záchranné služby Ukrajiny. Zahynulo všech 9 osob na jeho palubě, včetně ukrajinského ministra vnitra Denyse Monastyrského a dalších představitelů vedení jeho ministerstva, a v místě dopadu dalších 5 osob, včetně 1 dítěte. Dalších 29 osob, z toho 15 dětí, utrpělo zranění. Předběžné vyšetřování nehody vyloučilo cizí zavinění.[270][271]
- 15. února – Vrtulník UH-60 Black Hawk patřící Národní gardě havaroval poblíž Huntsville v Alabamě. Nikdo z posádky nepřežil.[272][273]
- 22. února – Při havárii letounu Diamond DA42 Twin Star v oblasti západního Slovenska mezi vesnicemi Trenčianske Stankovce a Beckov zahynuli čtyři lidé. Letoun byl registrován v Česku. Posádku tvořili Slováci.[274][275]

- 14. března – V mezinárodním vzdušném prostoru nad Černým mořem došlo ke srážce bezpilotního letounu USAF General Atomics MQ-9 Reaper se stíhacím letounem VKS RF Suchoj Su-27, v jejímž důsledku MQ-9 havaroval. Dva ruské letouny prováděly úmyslné manévry s cílem americký letoun poškodit, formou upouštění paliva při letu nad ním či přibližování na menší než bezpečnou vzdálenost k jeho letové dráze.[276][277] Ministerstvo obrany Ruska popřelo možnost, že k incidentu došlo úmyslně.
- 27. dubna – Na Aljašce došlo ke srážce dvou vrtulníků AH-64D Longbow Apache. Tři vojáci zahynuli, jeden byl zraněn.[278][279]
- 11. července – Embraer EMB 120 společnosti Halla Airlines havaroval při přistání na letišti v Mogadišu. Všichni cestující přežili.[280][281]
- 17. července – Na letišti v polském Chrcynnu se zřítilo letadlo Cessna 208 na hangár.5 lidí zahynulo.[282]
- 9. srpna – Prototyp britského konvertoplánu s elektrickým pohonem Vertical Aerospace VX4 registrovaná jako G-EVTL havaroval při zkušebním letu bez posádky na letišti Cotswold. Nehoda se obešla bez zranění.[283][284][285]
- 13. srpna – Při letecké přehlídce Thunder Over Michigan v USA havarovala sovětská stíhačka MiG-23, dva piloti se katapultovali, nehoda dvoudenní show předčasně ukončila.[286]
- 23. srpna – U obce Kuženkino ve Tverské oblasti Ruska, cca 100 km severně od Moskvy, havaroval business jet Embraer Legacy 600 (imatrikulace RA-02795) letící na trase Moskva-Šeremeťjevo–Petrohrad-Pulkovo[287] na jehož palubě se kromě tříčlenné osádky podle letové dokumentace nacházel také ruský oligarcha a majitel žoldnéřské Wagnerovy skupiny Jevgenij Prigožin a někteří jeho spolupracovníci. Zahynulo všech 10 osob na palubě.[288]
- 25. srpna – Během cvičení u Žytomyru zahynul pilot 40. brigády taktického letectva ukrajinského letectva Andrey Pilshchikov pod volacím znakem "Juice", stíhací pilot MiG-29, člen jednotky obrany Kyjeva s neoficiálním názvem “Kyjevský přízrak” spolu s ním major Vjačeslav Minka a major Sergej Prokazin. Srazila se dvě cvičná letadla L 39.[289]
- 12. září – V Tlusticích na Berounsku havaroval ultralight, který dopadl na zahradu rodinného domu. Nehodu nepřežili dva lidé, jedním z nich byl starosta obce Zaječov.[290]
- 16. září – Letoun Aermacchi MB-339 akrobatické letky Frecce Tricolori italského letectva havaroval krátce po startu z letiště Turín-Caselle. Pilot se úspěšně katapultoval, letoun při dopadu narazil do auta v němž cestovala čtyřčlenná rodina. Nehodu nepřežila pětiletá dívka.[291][292]
- 17. září – Při leteckých závodech v Renu došlo ke srážce dvou letounů North American T-6 Texan ve vzduchu. Oba piloti zahynuli.[293]
- 17. září – Letoun F-35B patřící USMC se zřítil v Jižní Karolíně. Pilot se katapultoval. Po troskách letounu bylo vyhlášeno pátrání a bylo nalezeno druhý den poté, co uletělo vzdálenost přibližně 60 mil od místa katapultáže pilota.[294][295]
- 23. září – Letoun Il-76, který je spojován s vojenskou skupinou PMC Wagner explodoval po sjezdu z ranveje po přistání na letišti Gau na severu Mali. Počet obětí nebyl upřesněn. Na jeho palubě měli být vojáci z Mali.[296][297][298]
- 29. listopadu – Konvertoplán V-22 Osprey amerického letectva se během cvičného letu zřítil do moře u japonského ostrova Jakušima. Na palubě zemřelo osm osob. Nehoda vedla k prozatímnímu uzemnění flotily strojů V-22.[299]